# Parliament House (Wellington)
Pour les articles homonymes, voir Parliament House.
Parliament House (en maori de Nouvelle-Zélande : Te Whare Paremata) est l'édifice principal des bâtiments du Parlement de Nouvelle-Zélande. Situé  à Wellington, la capitale, il abrite la salle des séances de la Chambre des représentants ainsi que le siège de son président. Construit de 1914 à 1922, il remplace l'ancien bâtiment du parlement ayant brûlé en 1907. Rénové entre 1991 et 1995, il est depuis 1989 enregistré comme un bâtiment patrimonial de catégorie I au Heritage New Zealand.

## Architecture
Le Parlement est conçu dans un style néoclassique édouardien. Le bâtiment est revêtu de marbre Takaka, avec une assise de granit de Coromandel.
Les principales caractéristiques architecturales de l'extérieur du bâtiment comprennent des colonnes de marbre qui tapissent la façade et une longue série de marches menant à l'entrée principale.

## Histoire
Le 11 décembre 1907, le bâtiment du parlement d'origine brûle ainsi que les autres édifices de celui-ci a l'exception de sa bibliothèque (en).
Un concours est alors organisé par le premier ministre de l'époque : Joseph Ward en février 1911 pour remplacer l'édifice brûlé. 33 projets sont présentés et c'est celui de l'architecte du gouvernement John Campbell (en) sélectionné le colonel Vernon, ancien architecte du gouvernement de Nouvelle-Galles du Sud. Campbell conçoit le bâtiment en deux parties : une pour les deux chambres du parlement et une autre abritant une nouvelle bibliothèque néogothique afin de remplacer celle existante,
La première pierre est posée en 1912. Malgré les préoccupations en matières de coûts, le premier ministre William Massey laisse la première étape construction débuté en 1914 mais sans le dôme originellement prévu. Le déclenchement de la Première Guerre mondiale crée une pénurie de main d'œuvre ainsi que de matériaux rendant la construction difficile. Le choix du marbre de Takaka ajoute une difficulté logistique dans la construction. Choisi pour sa résistance et sa finition polie, près de 5000 tonnes de cette pierre est utilisé pendant les travaux. En 1917 le dernier étage est ajouté et le terrain nivelé. Bien que le bâtiment ne soit pas terminé le parlement emménage en 1918 quittant la résidence du gouverneur qu'il occupait En 1922 la première étape est achevé ; la seconde étape ne sera jamais construite.

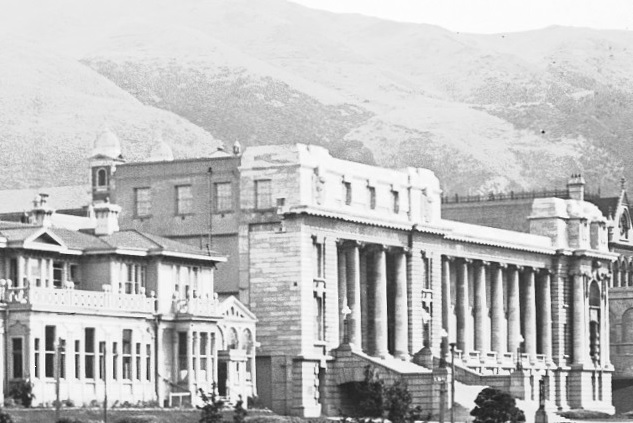
Parliament House (à droite) et Government House (à gauche) en 1929.

Lors de la construction du bâtiment, en 1915, une statue de Richard Seddon (un ancien premier ministre décédé en fonction en 1906) conçu par Thomas Brock est érigée à 25 mètres à l'est des marches de l'entrée principale.

### Restauration et renforcement dans les années 1990

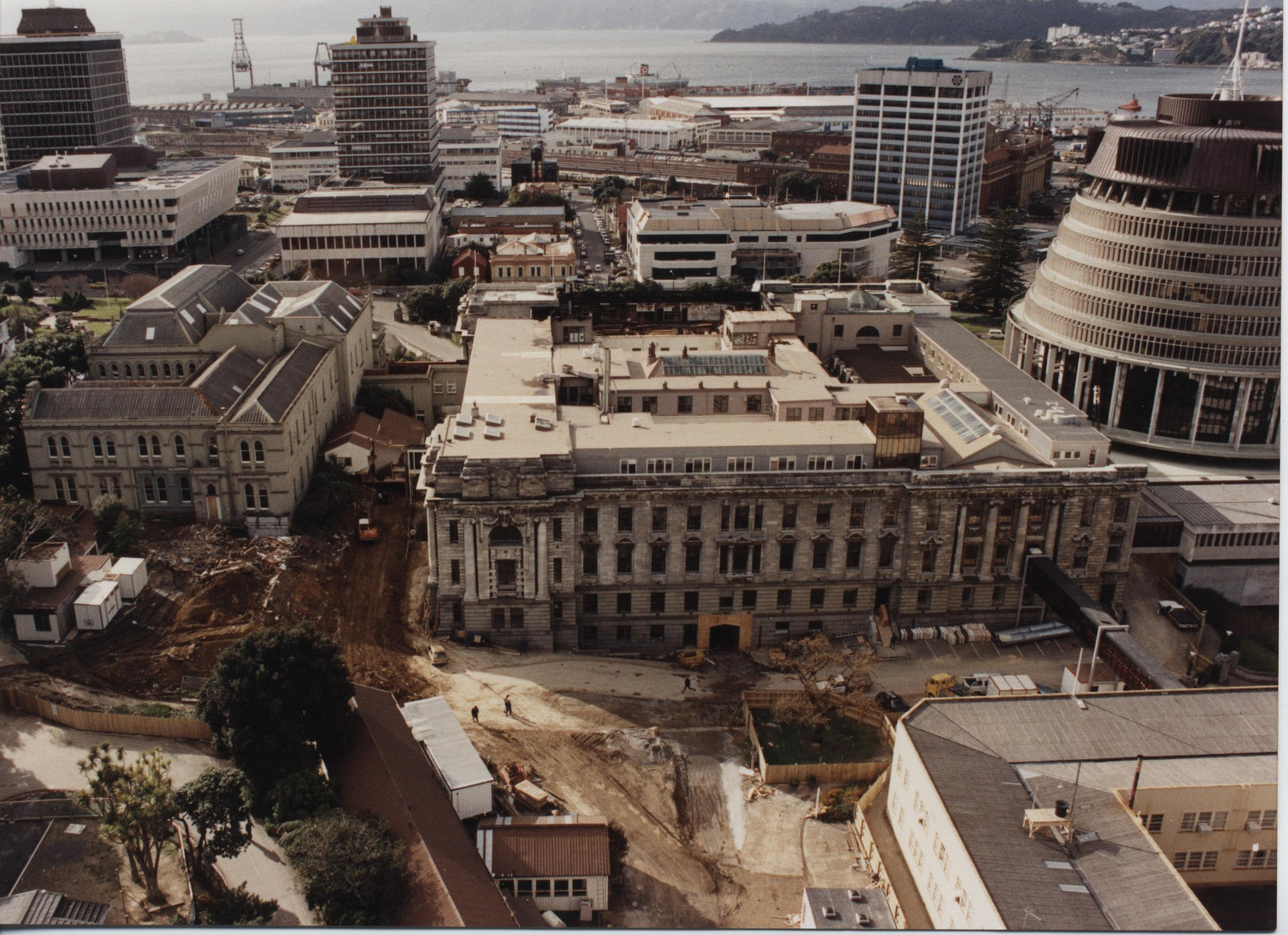
Restauration de Parliament House le 31 août 1992.

Dans les années 1980, des discussions sont entamées sur les risques sismiques et sur l'état extérieur jugé minable du bâtiment. La question de le détruite fut même posée.
Le classement en catégorie I par le New Zealand Historic Places Trust (aujourd’hui appelé Heritage New Zealand), cote la plus élevée pour un bâtiment patrimonial, permet d'aider à convaincre les décideurs de faire rénover et renforcer le bâtiment. En 1991, les députés déménage le temps des travaux dans le bâtiment attenant, Bowen House (en) où une salle des séances temporaire est aménagée. Le bâtiment rénové est officiellement inauguré par la Reine de Nouvelle-Zélande, Élisabeth II en novembre 1995. Les parlementaires tiennent leur première session dans le bâtiment rénové en février 1996.

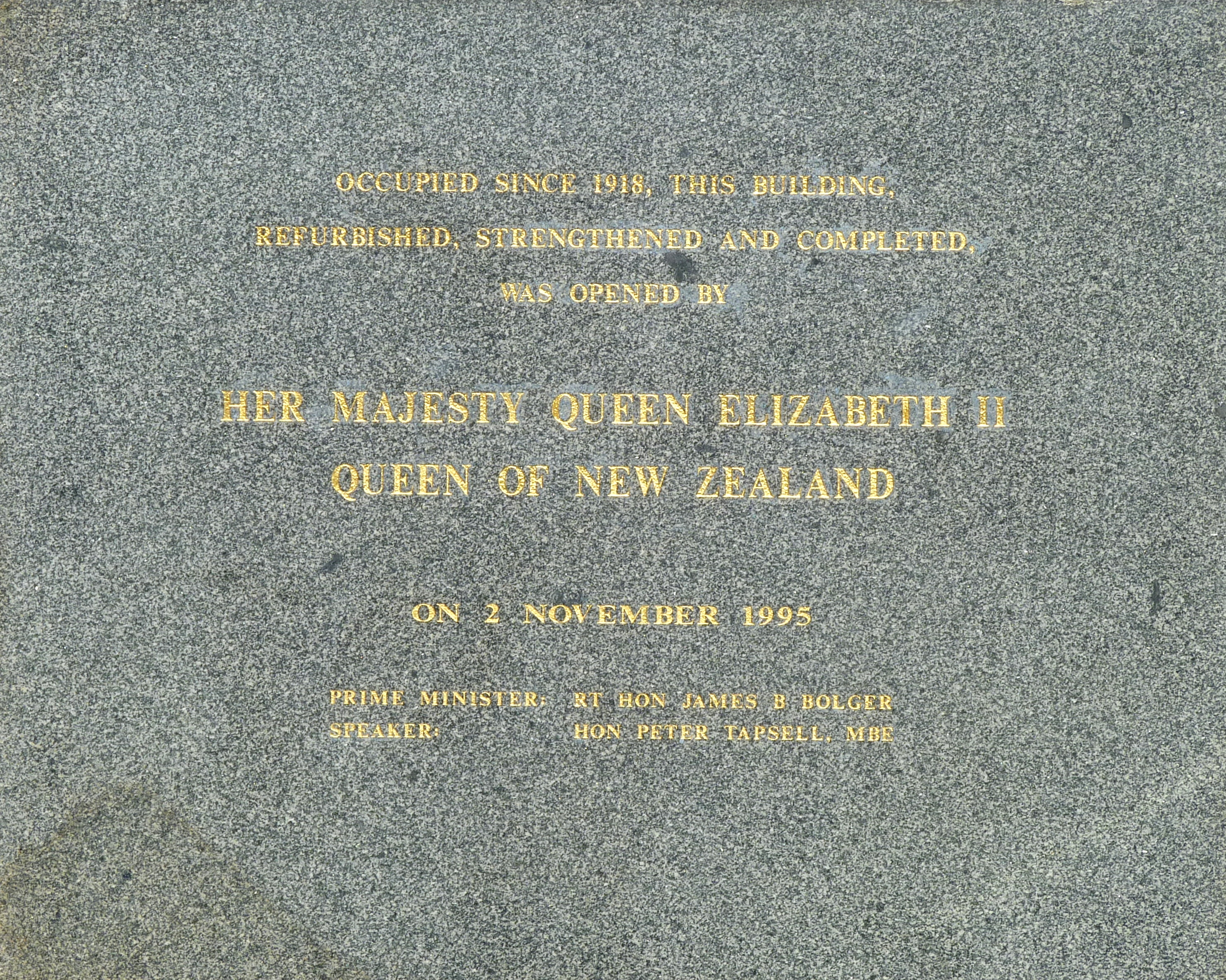
Plaque commémorative de la réouverture du Parlement par la Reine le 2 novembre 1995.

L'intention du gouvernement libéral était que la conception soit mise en œuvre par étapes, ce qui aboutirait éventuellement à un cadre architectural cohérent. Au lieu de cela, Heritage New Zealand a fait remarquer que le cadre qui a été réalisé « a peu de cohérence esthétique ou architecturale », en particulier en raison de la construction de la Ruche au lieu de l'achèvement de la deuxième étape du parlement.

## Galerie

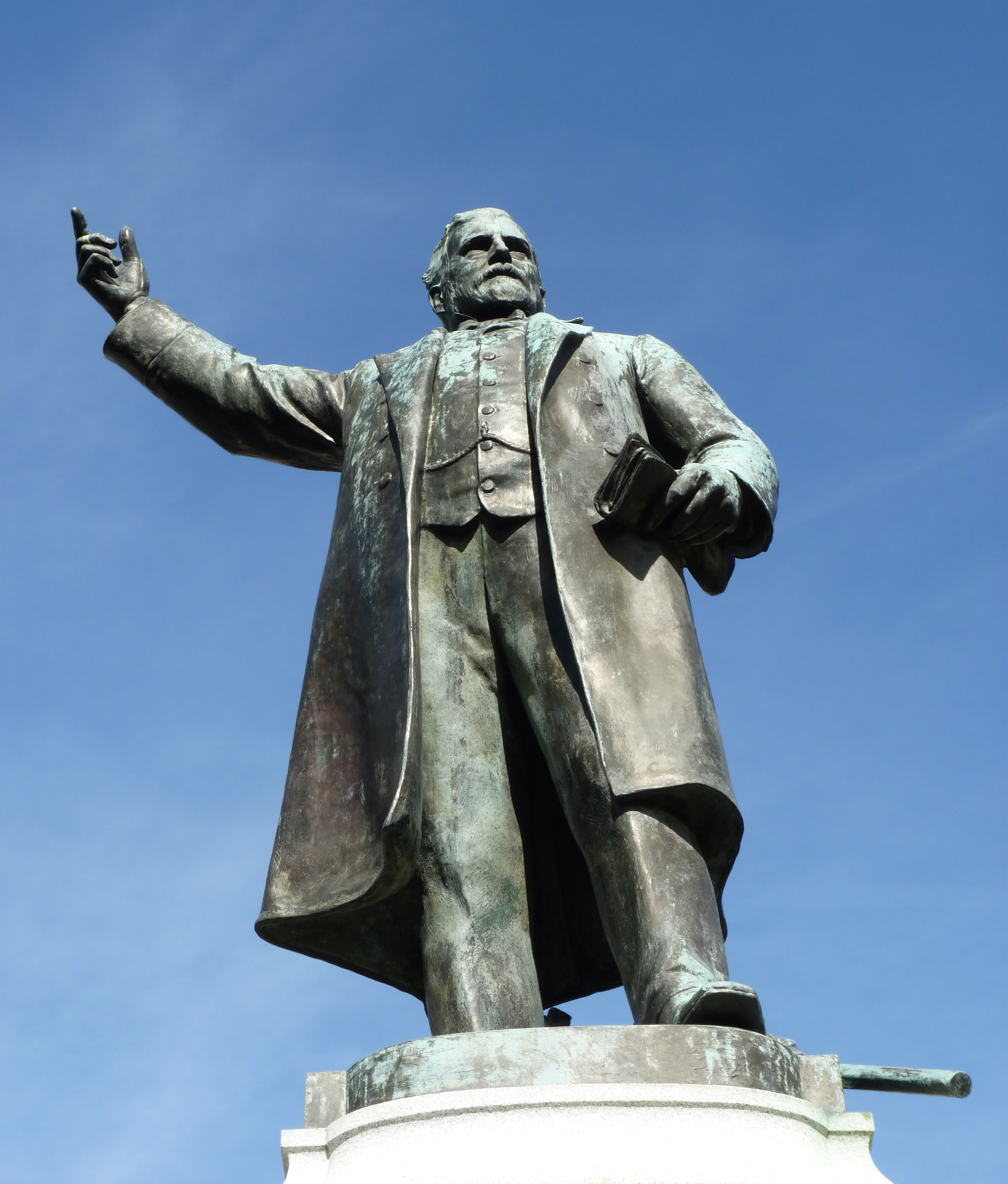
Statue de Richard Seddon
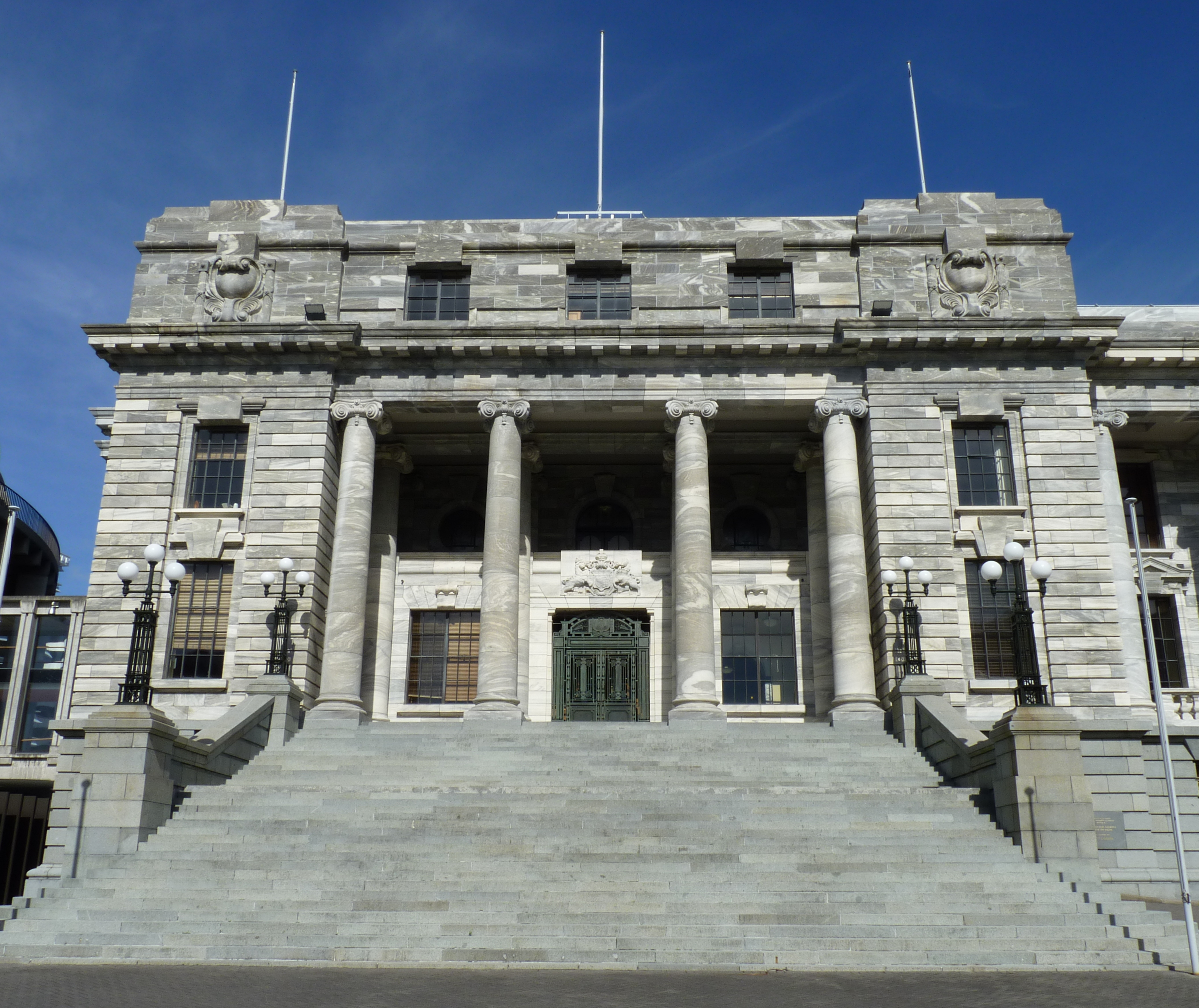
Entrée principale.
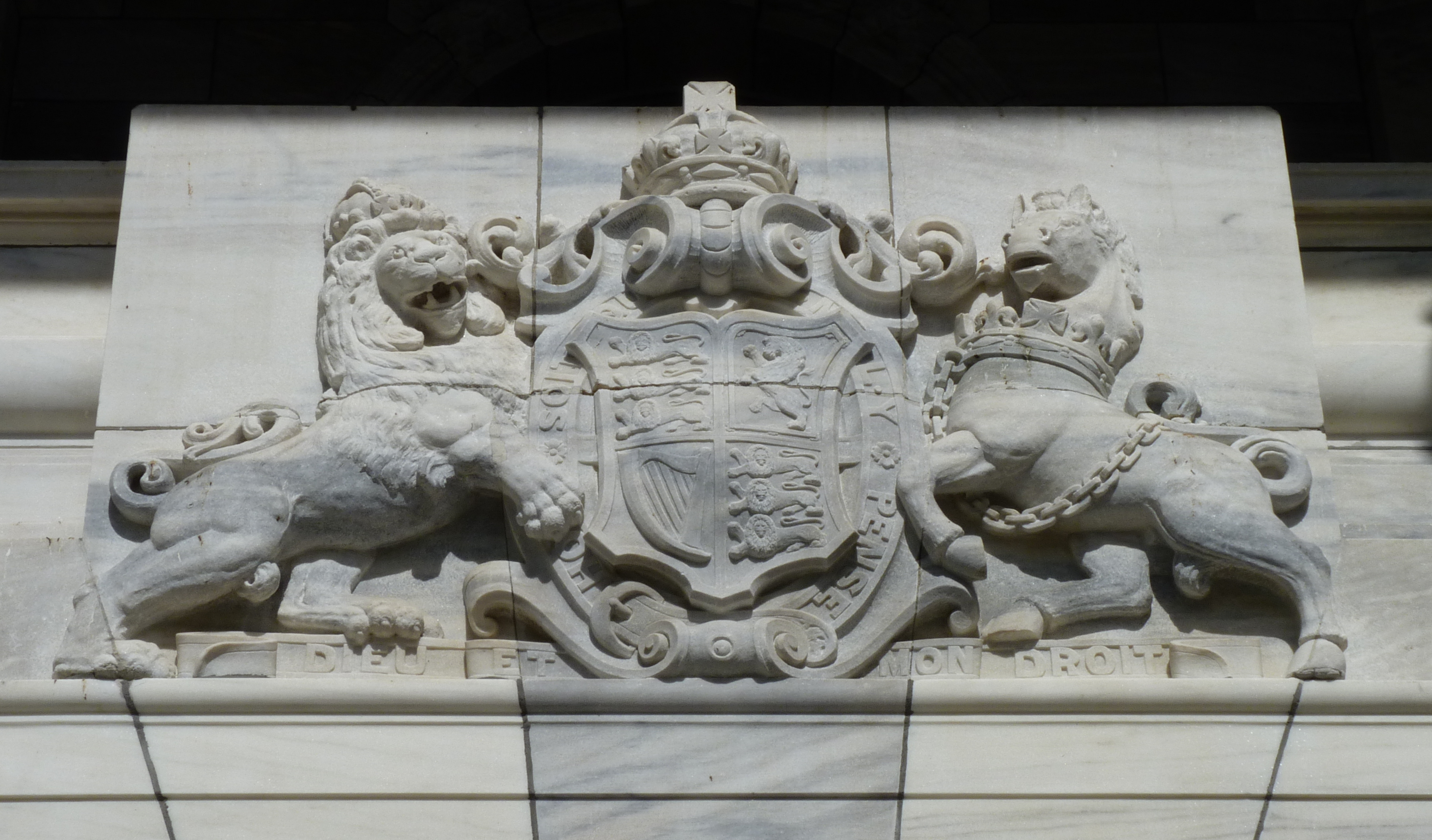
Armoiries royales au-dessus de l'entrée.
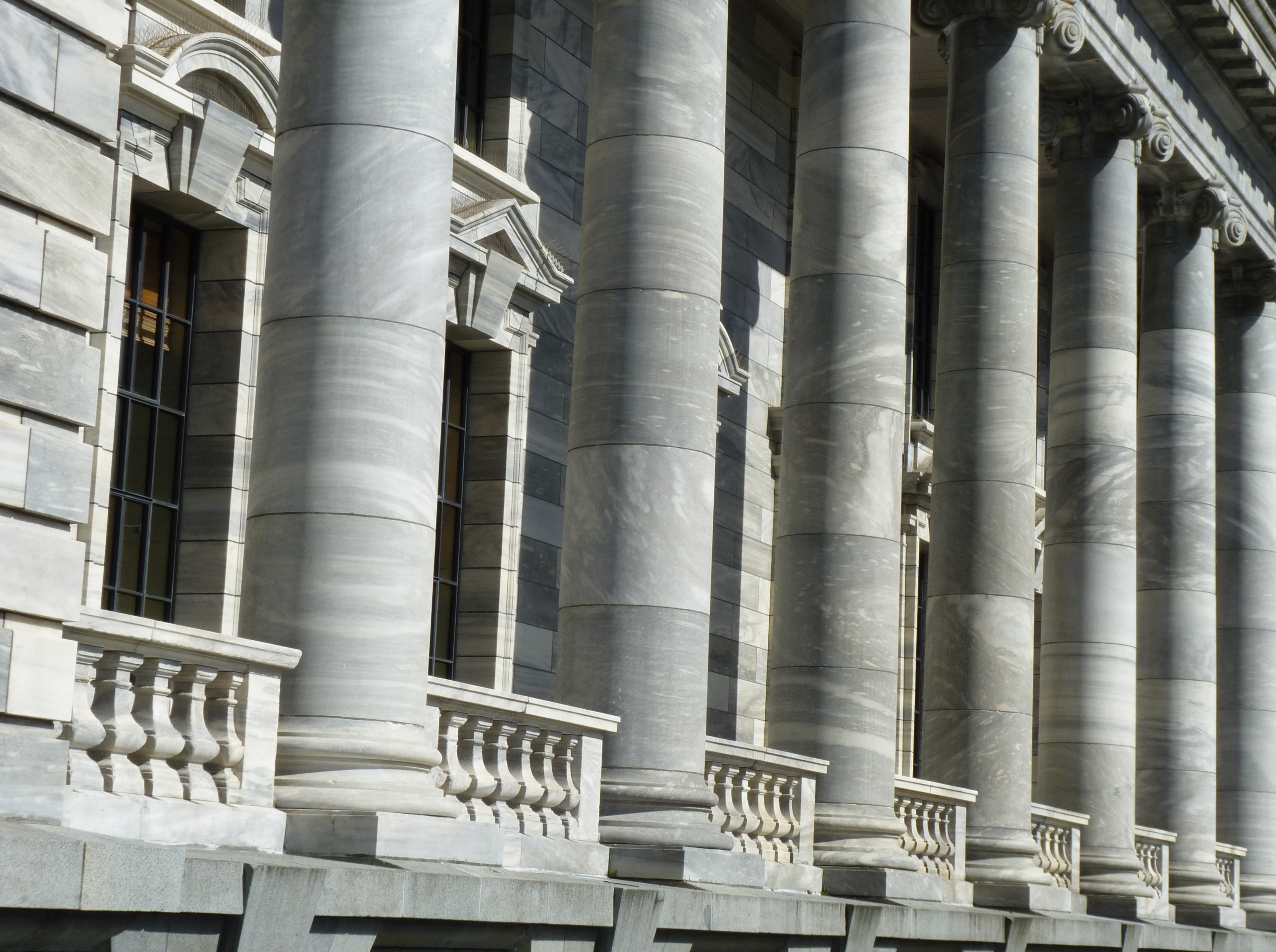
Colonnes bordant la façade avant.
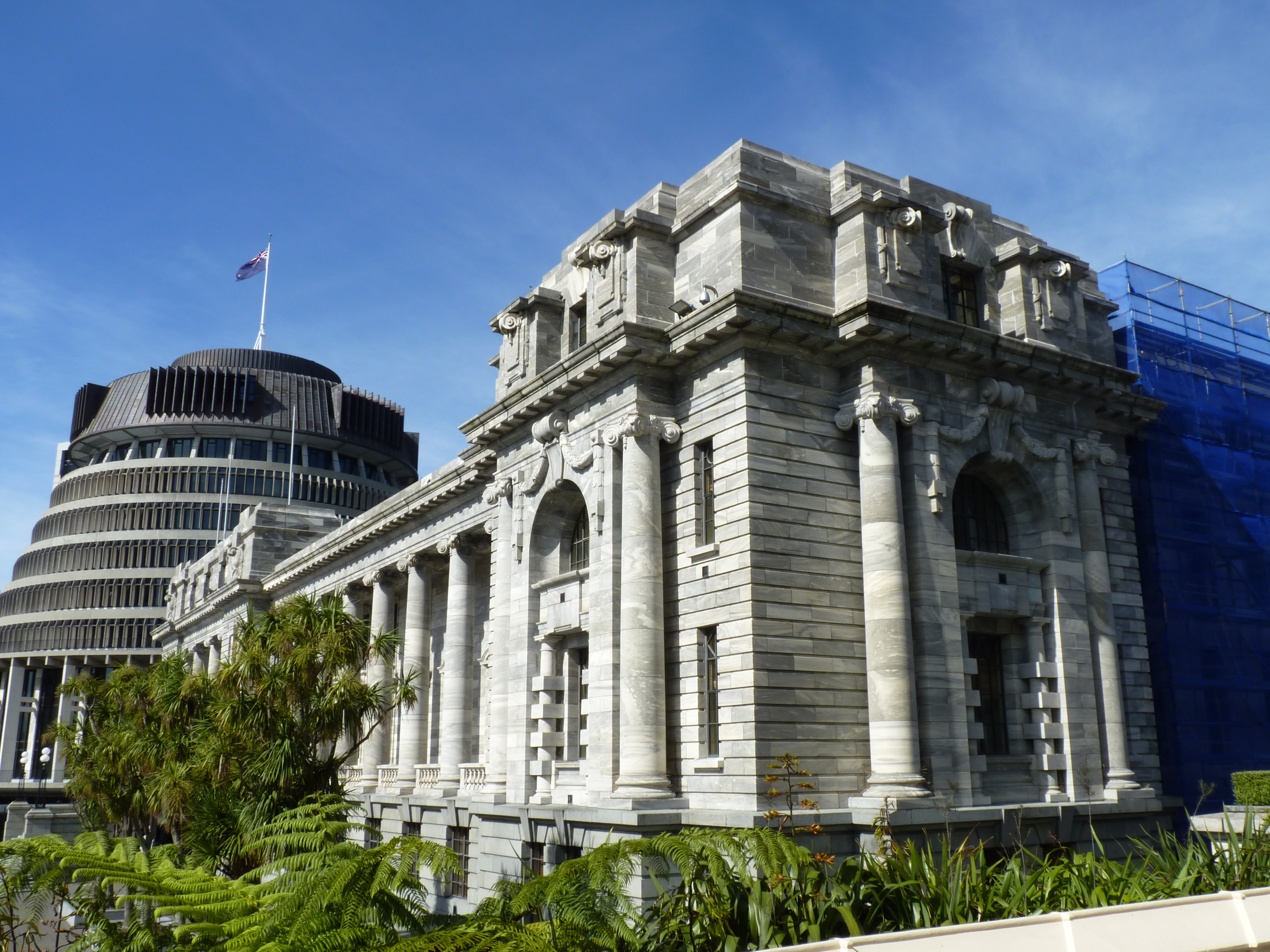
Vue de l'extrémité nord.
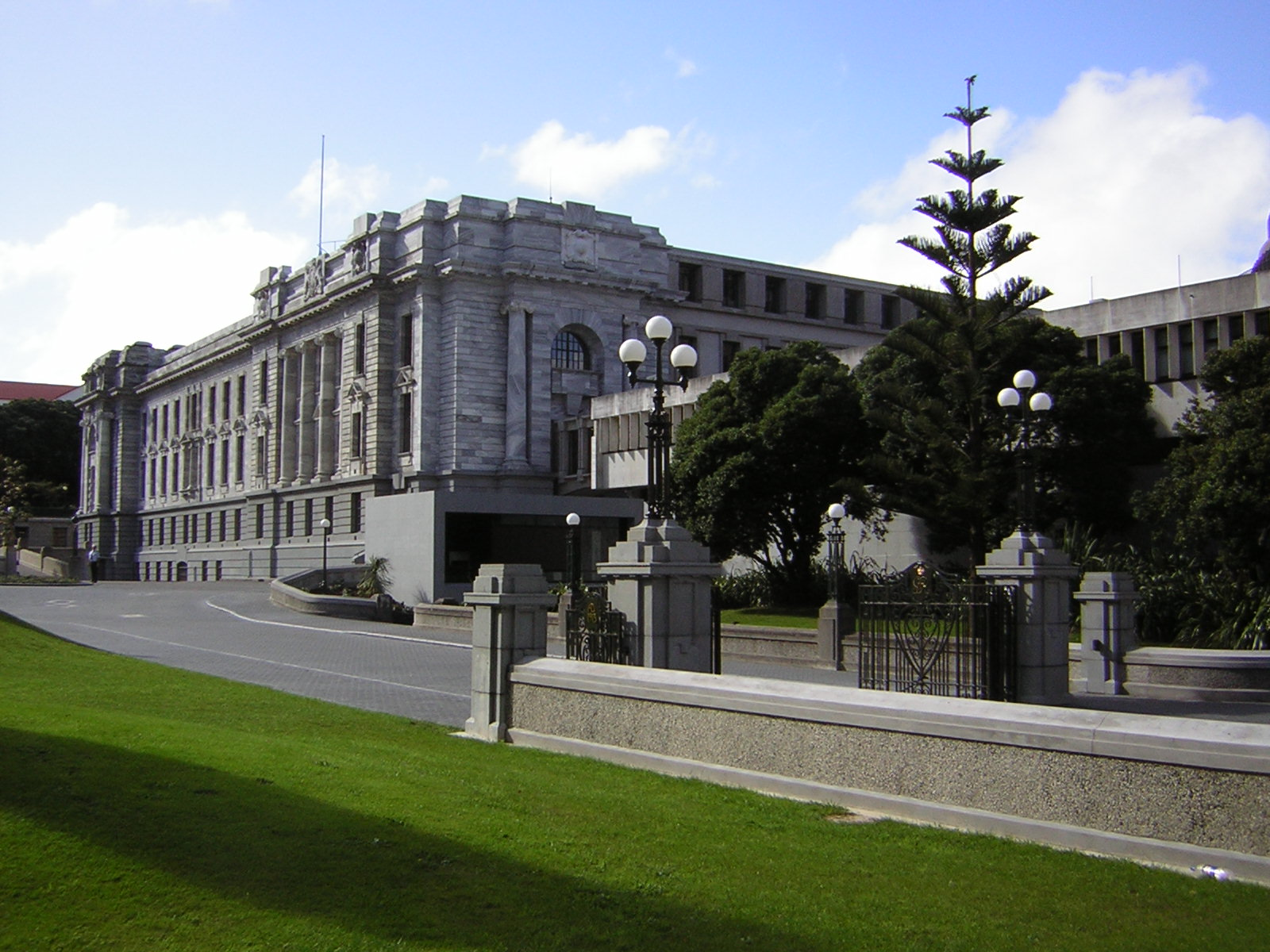
Côté ouest (entrée arrière).